# Zwavelschorszwam
De zwavelschorszwam (Xenasmatella vaga) is een schimmel behorend tot de familie Xenasmataceae. Hij leeft saprotroof op hout en veroorzaakt witrot. Hij komt voor op dood hout in bossen - op stronken en gevallen takken, zowel op loof- als naaldhout.

## Kenmerken
Vruchtlichaam staan vaak over een groot gebied verspreid. Ze zijn spinachtig, teer en vliezig. De randen zijn dunner, gekarteld en veranderen in anastomose myceliumstrengen. Hij is aanvankelijk gelig van kleur, vooral in de steriele zones die zwavelgeel zijn. Oudere vruchtlichamen worden oker of bruin.

## Verspreiding
De zwavelschorszwam wordt voornamelijk gevonden in Europa. Buiten Europa is hij alleen bekend in de county Clarion in de VS. In Europa is hij gevonden in Rusland, Turkije, Estland, Frankrijk, Duitsland, Polen, Hongarije, Bosnië en Herzegovina, Kroatië, Macedonië, Slovenië, Servië, België, Groot-Brittannië, Wit-Rusland, Portugal, Zweden, Spanje, Oostenrijk, Italië, Denemarken, Noorwegen, Zwitserland, Finland en de Kaukasus.  In Nederland komt hij vrij algemeen voor. Hij staat niet op de rode lijst en is niet bedreigd.